# Albizia zygia
Espèce
Synonymes
- Feuilleea zygia (DC.) Kuntze[1]
- Inga zygia DC.[1]

Albizia zygia (ou Palissandre du Sénégal) est une espèce de plantes à fleurs de la famille des Fabaceae et du genre Albizia. C'est un arbre commun en Afrique tropicale.

## Description
C'est un arbre décidu, à croissance rapide, dont la hauteur est comprise entre 9 et 30 m. En forêt il peut produire un fût cylindrique glabre de 15 m, avec un diamètre atteignant 1 m, parfois doté d'un léger empattement à la base. La cime est étalée. L'écorce est lisse ou finement crevassée, granuleuse. Les fleurs à corolle blanche sont pourvues d'un tube staminal rouge de 1,5 à 2,5 cm. L'arbre fleurit en fin de saison sèche, juste après, ou à l'apparition des premières feuilles. Les gousses, oblongues, plates, glabres, de couleur brun foncé, contiennent 8 à 12 graines,.

## Distribution
Commune et disséminée, l'espèce est présente en Afrique tropicale, du Sénégal au Kenya, également vers le sud, au nord de l'Angola et en Tanzanie,.

## Habitat
On la rencontre dans les savanes et les forêts denses semi-décidues, jusqu'à une altitude de 1 400 m,.

## Utilisation
Les jeunes feuilles sont consommées comme légumes ou comme ingrédients dans les soupes et les sauces.

La gomme de l'écorce intervient dans les industries alimentaires, cosmétiques, pharmaceutiques.

L'ombrage de l'arbre est apprécié dans les plantations de cacao ou de café. Ses racines profondes contribuent à préserver les sols fragiles de l'érosion.

Le bois, d'un brun sombre, dur et résistant, est très utilisé dans la construction, la fabrication d'outils et de très nombreux objets, également comme bois de chauffe et pour le charbon de bois. La pulpe convient pour la production de papier. 

En médecine traditionnelle, l'écorce est considérée comme un antidote, un aphrodisiaque, un purgatif, un vermifuge. En application externe, râpée ou moulue, on l'emploie pour soigner des plaies et des douleurs dentaires. Sa sève est utilisée comme collyre. Avec les feuilles, on prépare des décoctions pour traiter la fièvre et la diarrhée.